# وواک

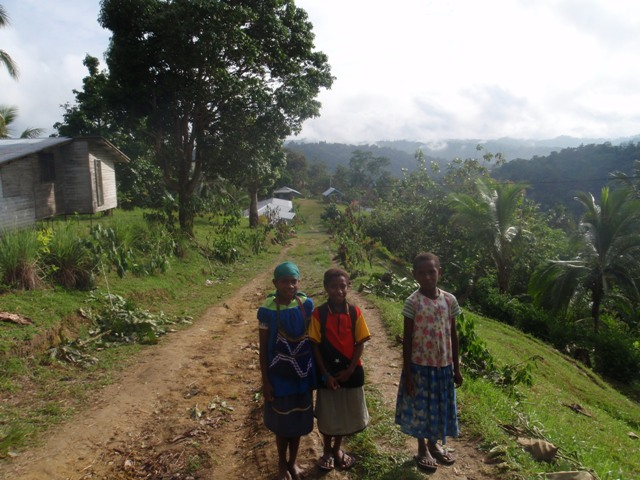
نزدیکی های وواک.

وواک مرکز استان سپیک شرقی، واقع در کشور پاپوآ گینه نو است.